# League of Legends EMEA Championship
Le League of Legends EMEA Championship (LEC), anciennement League of Legends Championship Series Europe (LCS EU) et  League of Legends European Championship (LEC) est la plus haute division européenne de la scène professionnelle de League of Legends.
La ligue, gérée par Riot Games, est composée de 10 équipes professionnelles. Chaque saison annuelle est divisée en trois segments (ou plus communément appelés splits en anglais), celui d'hiver (Winter Split), celui de printemps (Spring Split) et celui d'été (Summer Split). Ces segments permettent la qualification à différents événements internationaux : au First Stand en remportant le segment d'hiver, au MSI pour les deux meilleures équipes du segment de printemps et au Championnat du monde de League of Legends pour les trois meilleures équipes du segment d'été.
Le LEC représente le meilleur niveau de jeu européen sur League of Legends.
À l'exception de la dernière semaine du segment, toutes les parties du LEC sont jouées dans les studios de Riot Games à Berlin. Jusqu'à l'apparition du COVID-19, les deux derniers matchs de chaque saison étaient jouées dans des grandes salles louées pour l'événement. Toutes les parties sont retransmises en direct sur Twitch et YouTube. La popularité de la LEC a permis d'attirer l’intérêt de nombreux médias traditionnels. Le LEC a réussi à attirer de nombreux sponsors comme Kia, Red Bull ou Logitech.
Fnatic est la seule équipe ayant réussi à participer à tous les segments depuis la création de le LEC début 2013. G2 Esports est l'équipe la plus titrée, avec 11 titres de champion.

## Histoire
Riot Games lance League of Legends en octobre 2009. Le jeu va rapidement attirer l'attention de la scène compétitive. Entre 2010 et 2012, la scène compétitive de League of Legends  va être constituée d'une série de tournois organisés par des entités tierces comme les Intel Extreme Masters en Europe, le tout menant Championnat du monde de League of Legends qui existe dès 2011.
Riot Games annonce la création des League of Legends Championship Series le 6 août 2012. L'ambition est de créer une ligue professionnelle gérée par Riot Games avec un calendrier précis et des salaires garantis pour les joueurs des 8 équipes de la ligue. En raison de son apparition durant la troisième année de compétitive de League of Legends, la première édition de la LCS est donc surnommée la Saison 3. Les trois finalistes dans le Riot Games European regional championships qui se tient en août 2012 se voient automatiquement qualifiés en LCS, les cinq places restantes étant distribuées à l'issue d'un tournoi tenu en janvier 2013. Le premier segment de printemps commence le 9 février 2013.
La saison 3 finit avec un podium composé de Fnatic, Lemondogs et Gambit Gaming. Ces trois équipes sont qualifiées pour le Championnat du monde de League of Legends de 2013.
En 2014, Riot Games décide de changer le qualification saisonnière de la ligue en passant de « Saison 4 » à « Saison 2014 ». La League of Legends Challenger Series est créée pour permettre un système de Division 2 et de promotion/relégation.
La fin de la Saison 2014 marque l'ajout de deux équipes à la LCS permettant à la saison 2015 de commencer avec 10 équipes. Au même moment, Riot Games décide d'ajouter un système de « Points de championnat », qui permet de classer les équipes selon leurs performances sur toute la durée de la saison et donc offrir une qualification plus équitable au Championnat du monde de League of Legends.
La finale du segment d'été 2015 est jouée au Hovet à Stockholm. La finale se termine sur une victoire des Fnatic 3-2 contre Origen. Le match réunira presque 1 million de spectateurs sur Twitch, YouTube et Azubu (en) réunis. Le record pour un match de LCS à l'époque.
La finale du segment de printemps 2016 est jouée au Rotterdam Ahoy. Le score final est une victoire de G2 Esports 3-1 face à Origen. Il s'agit du premier titre de l'équipe dans cette ligue. Il s'agit aussi de leur première saison dans la ligue, G2 Esports venait d'être promu après une victoire durant les League of Legends Challenger Series.
En 2019, la ligue est renommée League of Legends European Championship (LEC) et elle devient franchisée,. Le système de promotion/relégation est remplacé par 10 équipes franchisées permanentes. Le système européen devient donc identique à celui d'Amérique du Nord. Par conséquent, la League of Legends Challenger European Series créée en 2014 et qui permettait de maintenir le système de promotion/relégation est remplacée par un tournoi indépendant nommé European Masters qui réunit les meilleures équipes des ligues régionales.
En 2020, la ligue annonce un partenariat avec la ville de Neom. Cette annonce sera suivie d'une très grande controverse qui obligera Riot Games à annuler ce partenariat. Deux jours après l'annulation, Alberto Guerrero, la personne chargée des circuits e-sportifs européens de League of Legends, publie un message d'excuse qui apporte du soutien « aux femmes, personnes LGBTQIA+ et aux joueurs de League of Legends du Moyen-Orient ».
Le 18 novembre 2022, il est annoncé que le « League of Legends European Championship » deviendra le « League of Legends EMEA Championship », englobant ainsi de nouvelles régions.
Ainsi, la région accueille de nouvelles ERLs en son sein : la TCL (Türkiye Championship League), la LCL (League of Legends Continental League (en)), regroupant la Russie et les pays de la CEI, qui reste interrompue à la suite du conflit entre l'Ukraine et la Russie ayant débuté en Février 2022, et la AL (Arabian League), regroupant les pays du Maghreb et du Moyen-Orient, en plus des ERLs existantes, comme la LFL ou la Prime League dans les pays germanophones.
Les « Amazon European Masters » deviennent alors les « Amazon EMEA Masters », accueillant donc les deux nouvelles ligues citées précédemment avec les ERLs déjà existantes.
En 2023, le LEC a changé son format. Précédemment, la ligue se tenait sur 2 segments, 1 durant le printemps et 1 durant l'été. Maintenant, ce sera 3 segments plus courts, ajoutant celui de l'hiver, avec ceux du printemps et de l'été. La saison régulière ne dure plus que 3 semaines avec des confrontations uniques (au lieu 9 semaines avec aller-retour), suivi d'une phase de 2 groupes de 4 équipes en BO3, s'achevant sur une phase finale en 3 manches gagnantes avec les 4 équipes restantes. Il n'y aura plus qu'un seul trophée LEC par saison, qui s'obtiendra lors de la Finale du Championnat qui comprendra les équipes ayant remportés un segment ou ayant remportés le plus de points par le classement général. D'autres changements ont lieu au niveau des jours de compétitions. Le LEC se tenait le Vendredi, Samedi et Dimanche, maintenant, elle se tiendra le Samedi, le Dimanche et le Lundi, avec néanmoins les mêmes horaires.
À partir de 2025, le LEC accueille un nouveau format à la suite de l'ajout d'une nouvelle compétition internationale après le segment d'hiver : le First Stand. Les trois segments sont conservés, mais avec un format différent pour chacun d'entre eux. Les équipes championnes d'un segment retrouveront le trophée du LEC qui n'était donné que pendant les LEC Season Finals les années précédentes.

## Format
Depuis la réorganisation de la ligue en 2019, dix équipes européennes franchisées compètent en LEC, et, depuis 2023, chaque saison est divisée en trois segments. Précédemment constitué de trois segments identiques et d'une dernière compétition en fin de saison, les LEC Season Finals, certains changements ont été opérés en 2025. Dorénavant, chaque segment aura sa spécificité.
Le segment d'hiver change peu par rapport aux années précédentes. Le segment débute par une saison régulière consistant en trois semaines de jeu où chaque équipe affronte les autres équipes une fois dans un tournoi toutes rondes pour un total de neuf parties. Les huit meilleures équipes accèdent aux playoffs, totalement joués en hard Fearless Draft, où ils s'affronteront tout d'abord dans des matchs en deux manches gagnantes, puis les quatre dernières équipes joueront des matchs en trois manches gagnantes. Ces quatre équipes bénéficieront d'une dotation financière, et la meilleure d'entre elles se verra championne du LEC et sera qualifiée au First Stand.
Le segment de printemps débute également par une saison régulière durant sept semaines où chaque équipe affronte les autres équipes une fois dans un tournoi toutes rondes. Chaque équipe jouera neuf matchs, et chaque match sera en deux manches gagnantes. Les six meilleures équipes iront en playoffs, où elles s'affronteront dans des matchs en trois manches gagnantes. Les quatre meilleures équipes bénéficieront d'une dotation financière, et les deux équipes finalistes iront au Mid-Season Invitational. La meilleure d'entre elles sera couronnée championne du LEC.
Pour finir, le segment d'été est très différent des deux autres. Les dix équipes seront séparées dans deux groupes de cinq équipes, le groupe A et le groupe B. Les équipes du groupe A s'affronteront entre elles, tout comme celles du groupe B, dans des matchs en deux manches gagnantes. Les deux meilleures équipes de chaque groupe seront qualifiées en playoffs, tandis que les équipes à la troisième et quatrième position iront se confronter au Cross Play Decider. Ce decider verra l'équipe à la troisième position de l'équipe A affronter celle à la quatrième position de l'équipe B et vice versa. À l'issue de ces deux confrontations, six équipes seront en playoffs, et s'affronteront dans des matchs en trois manches gagnantes. Les quatre meilleures équipes bénéficieront d'une dotation financière, les trois meilleures se qualifieront au Championnat du monde de League of Legends, et la meilleure équipe sera championne du LEC.

### Résumé (2025)

#### Hiver

##### Saison régulière
- 10 équipes.
- 9 matchs par équipe.
- Tournoi toutes rondes.
- Matchs en une manche gagnante.
- Les huit meilleures équipes avancent en playoffs.

##### Playoffs
- 8 équipes.
- Fearless Draft.
- Tournoi à double élimination.
- Matchs en deux et trois manches gagnantes.
- La meilleure équipe se qualifie au First Stand.

#### Printemps

##### Saison régulière
- 10 équipes.
- 9 matchs par équipe.
- Tournoi toutes rondes.
- Matchs en deux manches gagnantes.
- Les six meilleures équipes avancent en playoffs.

##### Playoffs
- 6 équipes.
- Tournoi à double élimination.
- Matchs en trois manches gagnantes.
- Les deux meilleures équipes se qualifient au Mid-Season Invitational.

#### Été

##### Saison régulière
- Deux groupes de 5 équipes.
- 4 matchs par équipe.
- Tournoi toutes rondes.
- Matchs en deux manches gagnantes.
- Les deux meilleures équipes de chaque groupe avancent en playoffs.
- Les équipes à la 3e et 4e position de chaque groupe vont au Cross Play Decider.

##### Cross Play Decider
- Matchs en deux manches gagnantes.
- Le 3e du groupe A affronte le 4e du groupe B ; le 3e du groupe B affronte le 4e du groupe A.
- Les deux équipes ayant remporté leur match avancent en playoffs

##### Playoffs
- 6 équipes.
- Tournoi à double élimination.
- Matchs en trois manches gagnantes.
- Les trois meilleures équipes se qualifient au Championnat du monde.

### Récompenses
- Segment d'hiver : 
  - Dotation financière (de 5 000 à 40 000 euros.)
- Segment de printemps : 
  - Dotation financière (de 5 000 à 40 000 euros.)
- Segment d'été :
  - Dotation financière (de 5 000 à 40 000 euros.)

## Équipes
| Équipe                   | Joueurs                                 | Joueurs                                 | Joueurs                                 | Joueurs                                 | Joueurs                                 | Entraîneur(s)                           |
| Équipe                   | Toplaner                                | Jungler                                 | Midlaner                                | AD Carry                                | Support                                 | Entraîneur(s)                           |
| ------------------------ | --------------------------------------- | --------------------------------------- | --------------------------------------- | --------------------------------------- | --------------------------------------- | --------------------------------------- |
| Fnatic                   | Oscarinin (Óscar Muñoz Jiménez)         | Razork (Iván Martín Díaz)               | Poby (Yun Sung-won)                     | Upset (Elias Lipp)                      | Mikyx (Mihael Mehle)                    | GrabbZ (Fabian Lohmann)                 |
| Fnatic                   | Oscarinin (Óscar Muñoz Jiménez)         | Razork (Iván Martín Díaz)               | Poby (Yun Sung-won)                     | Upset (Elias Lipp)                      | Mikyx (Mihael Mehle)                    | Duffman (Christopher Duff)              |
| Fnatic                   | Oscarinin (Óscar Muñoz Jiménez)         | Razork (Iván Martín Díaz)               | Humanoid (Marek Brázda)                 | Upset (Elias Lipp)                      | Mikyx (Mihael Mehle)                    | Gaax (Pablo Vegas Pérez)                |
| GiantX                   | Lot (Eren Yıldız)                       | ISMA (Ismaïl Boualem)                   | Jackies (Adam Jeřábek)                  | Noah (Oh Hyeon-taek)                    | Jun (Yoon Se-jun)                       | Guilhoto (André Guilhoto)               |
| GiantX                   | Lot (Eren Yıldız)                       | ISMA (Ismaïl Boualem)                   | Jackies (Adam Jeřábek)                  | Noah (Oh Hyeon-taek)                    | Jun (Yoon Se-jun)                       | Nico (Nicolas Perez)                    |
| GiantX                   | Lot (Eren Yıldız)                       | ISMA (Ismaïl Boualem)                   | Jackies (Adam Jeřábek)                  | Noah (Oh Hyeon-taek)                    | Jun (Yoon Se-jun)                       | Emi (Emanuel Ursachi)                   |
| G2 Esports               | BrokenBlade (Sergen Çelik)              | SkewMond (Rudy Semaan)                  | Caps (Rasmus Winther)                   | Hans Sama (Steven Liv)                  | Labrov (Labros Papoutsakis)             | Dylan Falco (Dylan Falco)               |
| G2 Esports               | BrokenBlade (Sergen Çelik)              | SkewMond (Rudy Semaan)                  | Caps (Rasmus Winther)                   | Hans Sama (Steven Liv)                  | Labrov (Labros Papoutsakis)             | Memento (Jonas Elmarghichi)             |
| Karmine Corp             | Canna (Kim Chang-dong)                  | Yike (Martin Sundelin)                  | Vladi (Vladimiros Kourtidis)            | Caliste (Caliste Henry-Hennebert)       | Targamas (Raphaël Crabbé)               | Reha (Rehareha Ramanana)                |
| Karmine Corp             | Canna (Kim Chang-dong)                  | Yike (Martin Sundelin)                  | Vladi (Vladimiros Kourtidis)            | Caliste (Caliste Henry-Hennebert)       | Targamas (Raphaël Crabbé)               | Wadi (Wadi Benarbia)                    |
| Karmine Corp             | Canna (Kim Chang-dong)                  | Yike (Martin Sundelin)                  | Nisqy (Yasin Dinçer)                    | Caliste (Caliste Henry-Hennebert)       | Targamas (Raphaël Crabbé)               | Apples (Žiga Jereb)                     |
| Movistar KOI             | Myrwn (Alex Villarejo)                  | Elyoya (Javier Prades Batalla)          | Jojopyun (Joseph Joon Pyun)             | Supa (David Martínez García)            | Alvaro (Álvaro Fernández del Amo)       | Melzhet (Tomás Campelos)                |
| Movistar KOI             | Myrwn (Alex Villarejo)                  | Elyoya (Javier Prades Batalla)          | Jojopyun (Joseph Joon Pyun)             | Supa (David Martínez García)            | Alvaro (Álvaro Fernández del Amo)       | Zeph (Quentin Viguié)                   |
| Movistar KOI             | Myrwn (Alex Villarejo)                  | Elyoya (Javier Prades Batalla)          | Jojopyun (Joseph Joon Pyun)             | Supa (David Martínez García)            | Alvaro (Álvaro Fernández del Amo)       | Hansen (Bjørn-Vegar Hansen)             |
| Natus Vincere            | Adam (Adam Maanane)                     | Thayger (Francisco Mazo Sánchez)        | Larssen (Emil Larsson)                  | Hans SamD (Lee Jae-hoon)                | Malrang (Kim Geun-seong)                | fredy122 (Simon Payne)                  |
| Natus Vincere            | Adam (Adam Maanane)                     | Rhilech (Enes Uçan)                     | Larssen (Emil Larsson)                  | Patrik (Patrik Jírů)                    | Execute (Lee Jeong-hoon)                | Trick (Kim Gang-yun)                    |
| SK Gaming                | DnDn (Park Geun-woo)                    | Skeanz (Duncan Marquet)                 | Abbedagge (Felix Alfred Braun)          | Keduii (Tim Willers)                    | Loopy (Kim Dong-hyeon)                  | OWN3R (David Rodriguez de la Torre)     |
| Team BDS                 | Rooster (Shin Yun-hwan)                 | Boukada (Mehdi Lahlou)                  | nuc (Ilias Bizriken)                    | Ice (Yoon Sang-hoon)                    | Parus (Polat Furkan Çiçek)              | Striker (Yanis Kella)                   |
| Team BDS                 | Rooster (Shin Yun-hwan)                 | Boukada (Mehdi Lahlou)                  | nuc (Ilias Bizriken)                    | Ice (Yoon Sang-hoon)                    | Parus (Polat Furkan Çiçek)              | MenQ (Marek Dziemian)                   |
| Team BDS                 | Irrelevant (Joel Miro Scharol)          | Boukada (Mehdi Lahlou)                  | nuc (Ilias Bizriken)                    | Ice (Yoon Sang-hoon)                    | Parus (Polat Furkan Çiçek)              | Mephisto (Louis-Victor Legendre)        |
| Team Heretics            | Carlsen (Carl Ulsted Carlsen)           | Sheo (Théo Borile)                      | Kamiloo (Kamil Haudegond)               | Flakked (Victor Lirola Tortosa)         | Stend (Paul Lardin)                     | Machuki (Víctor Machuca Segura)         |
| Team Heretics            | Carlsen (Carl Ulsted Carlsen)           | Sheo (Théo Borile)                      | Kamiloo (Kamil Haudegond)               | Flakked (Victor Lirola Tortosa)         | Stend (Paul Lardin)                     | Naruterador (Ramón Meseguer Fructuoso)  |
| Team Heretics            | Carlsen (Carl Ulsted Carlsen)           | Sheo (Théo Borile)                      | Kamiloo (Kamil Haudegond)               | Flakked (Victor Lirola Tortosa)         | Stend (Paul Lardin)                     | Lopon (Jorge López)                     |
| Team Vitality            | Naak Nako (Kaan Okan)                   | Lyncas (Linas Nauncikas)                | Czajek (Mateusz Czajka)                 | Carrzy (Matyáš Orság)                   | Fleshy (Kadir Kemiksiz)                 | Mac (James MacCormack)                  |
| Team Vitality            | Naak Nako (Kaan Okan)                   | Lyncas (Linas Nauncikas)                | Czajek (Mateusz Czajka)                 | Carrzy (Matyáš Orság)                   | Fleshy (Kadir Kemiksiz)                 | Pad (Patrick Suckow-Breum)              |
| Team Vitality            | Naak Nako (Kaan Okan)                   | Lyncas (Linas Nauncikas)                | Czajek (Mateusz Czajka)                 | Carrzy (Matyáš Orság)                   | Hylissang (Zdravets Iliev Galabov)      | Kaas (Christophe van Oudheusden)        |
| Nationalités des joueurs | 11 - 10 - 8 - 7 - 4 - 3 - 2 - 2 - 2 - 1 | 11 - 10 - 8 - 7 - 4 - 3 - 2 - 2 - 2 - 1 | 11 - 10 - 8 - 7 - 4 - 3 - 2 - 2 - 2 - 1 | 11 - 10 - 8 - 7 - 4 - 3 - 2 - 2 - 2 - 1 | 11 - 10 - 8 - 7 - 4 - 3 - 2 - 2 - 2 - 1 | 11 - 10 - 8 - 7 - 4 - 3 - 2 - 2 - 2 - 1 |

## Couverture médiatique et diffusion
Le LEC est principalement regardée grâce au streaming via sa propre chaîne Twitch et YouTube. Elle retransmet les matchs en direct en Anglais directement depuis leur studio à Berlin. La majorité des spectateurs regarde le championnat via cette chaîne. En comptant uniquement Twitch, le nombre de spectateurs dépasse régulièrement les 200,000 pour un match de saison régulière. Durant le segment d'été 2020, le LEC a atteint une audience moyenne de 220 000 personnes avec un pic à plus de 817 000 spectateurs pendant la finale. Toutefois, le PDG de Riot Games annonçait en 2013 qu'aucun plan n'était en prévision pour emmener les LCS à la télévision traditionnelle. L’échelle et la popularité de la LEC font d'elle une des plus grandes compétitions d'e-sport au monde.
En France, la compétition est retransmise depuis 2021 sur la chaîne Twitch One Trick Production, plus couramment appelée OTP ou OTP LoL. Il s'agit de la nouvelle chaîne de Chips et Noi, créée après leur départ d'O'Gaming fin 2020. De nombreux médias traditionnels se sont également intéressés voire spécialisés sur l'e-sport de League of Legends. L'Équipe, le journal sportif français, a dédié une partie complète de son site à l'e-sport, avec une partie de ses articles concernant League of Legends et le LEC.

## Résultats
| Année | Segment            | Champion         | Finaliste        | Troisième        | Quatrième        |
| ----- | ------------------ | ---------------- | ---------------- | ---------------- | ---------------- |
| 2013  | Printemps          | Fnatic (1)       | Gambit Gaming    | Evil Geniuses    | SK Gaming        |
| 2013  | Été                | Fnatic (2)       | Lemondogs        | Gambit Gaming    | Evil Geniuses    |
| 2014  | Printemps          | Fnatic (3)       | SK Gaming        | Team ROCCAT      | Alliance (en)    |
| 2014  | Été                | Alliance (en)    | Fnatic           | SK Gaming        | Team ROCCAT      |
| 2015  | Printemps          | Fnatic (4)       | Unicorns of Love | H2k-Gaming       | SK Gaming        |
| 2015  | Été                | Fnatic (5)       | Origen           | H2k-Gaming       | Unicorns of Love |
| 2015  | Finales Régionales | Origen           | Unicorns of Love | Team ROCCAT      | Giants Gaming    |
| 2016  | Printemps          | G2 Esports (1)   | Origen           | Fnatic           | H2k-Gaming       |
| 2016  | Été                | G2 Esports (2)   | Splyce           | H2k-Gaming       | Unicorns of Love |
| 2016  | Finales Régionales | Splyce (en)      | Unicorns of Love | Fnatic           | Giants Gaming    |
| 2017  | Printemps          | G2 Esports (3)   | Unicorns of Love | Fnatic           | Misfits Gaming   |
| 2017  | Été                | G2 Esports (4)   | Misfits Gaming   | Fnatic           | H2k-Gaming       |
| 2017  | Finales Régionales | Fnatic           | H2k-Gaming       | Unicorns of Love | Splyce           |
| 2018  | Printemps          | Fnatic (6)       | G2 Esports       | Splyce           | Team Vitality    |
| 2018  | Été                | Fnatic (7)       | Schalke 04       | Team Vitality    | Misfits Gaming   |
| 2018  | Finales Régionales | G2 Esports       | Schalke 04       | Splyce           | Misfits Gaming   |
| 2019  | Printemps          | G2 Esports (5)   | Origen           | Fnatic           | Splyce           |
| 2019  | Été                | G2 Esports (6)   | Fnatic           | Schalke 04       | Rogue            |
| 2019  | Finales Régionales | Fnatic           | Splyce           | Schalke 04       | Origen           |
| 2020  | Printemps          | G2 Esports (7)   | Fnatic           | MAD Lions        | Origen           |
| 2020  | Été                | G2 Esports (8)   | Fnatic           | Rogue            | MAD Lions        |
| 2021  | Printemps          | MAD Lions (1)    | Rogue            | G2 Esports       | Schalke 04       |
| 2021  | Été                | MAD Lions (2)    | Fnatic           | Rogue            | G2 Esports       |
| 2022  | Printemps          | G2 Esports (9)   | Rogue            | Fnatic           | Misfits Gaming   |
| 2022  | Été                | Rogue (1)        | G2 Esports       | Fnatic           | MAD Lions        |
| 2023  | Hiver              | G2 Esports       | MAD Lions        | KOI              | SK Gaming        |
| 2023  | Printemps          | MAD Lions        | Team BDS         | Team Vitality    | G2 Esports       |
| 2023  | Été                | G2 Esports       | Excel Esports    | Fnatic           | Team Heretics    |
| 2023  | Season Finals      | G2 Esports (10)  | Fnatic           | MAD Lions        | Team BDS         |
| 2024  | Hiver              | G2 Esports       | MAD Lions KOI    | Team BDS         | Fnatic           |
| 2024  | Printemps          | G2 Esports       | Fnatic           | Team BDS         | Team Vitality    |
| 2024  | Été                | G2 Esports       | Fnatic           | Team BDS         | Karmine Corp     |
| 2024  | Season Finals      | G2 Esports (11)  | Fnatic           | MAD Lions KOI    | Team BDS         |
| 2025  | Hiver              | Karmine Corp (1) | G2 Esports       | Fnatic           | Movistar KOI     |
| 2025  | Printemps          | Movistar KOI (1) | G2 Esports       | Karmine Corp     | Fnatic           |
| 2025  | Été                |                  |                  |                  |                  |

Légende
- Qualifié pour le Mid-Season Invitational de l'année en cours.
- Qualifié pour les Worlds de l'année en cours.
- Qualifié pour les Worlds Qualifying Series de l'année en cours.
- Qualifié pour le First Stand de l'année en cours.

## Saisons passées

### 2013

#### Segment de printemps
| Classement | Équipes               | Résultats |
| 1.         | Fnatic                | 22 : 6    |
| 2.         | Gambit Gaming         | 21 : 7    |
| 3.         | SK Gaming             | 17 : 11   |
| 4.         | Evil Geniuses         | 15 : 13   |
| 5.         | Copenhagen Wolves     | 13 : 15   |
| 6.         | against All authority | 10 : 18   |
| 7.         | Giants Gaming         | 8 : 20    |
| 8.         | DragonBorns           | 6 : 22    |

| Classement | Équipes               | Dotations/Conséquences                                       |
| 1.         | Fnatic                | 50,000 €                                                     |
| 2.         | Gambit Gaming         | 25,000 €                                                     |
| 3.         | Evil Geniuses         | 15,000 €                                                     |
| 4.         | SK Gaming             | 10,000 €                                                     |
| 5./6.      | Copenhagen Wolves     | Défend sa place en LCS; Changement de noms Ninjas in Pyjamas |
| 5./6.      | against All authority | Perte de la place en LCS pour Lemondogs                      |
| 7./8.      | Giants Gaming         | Perte de la place en LCS pour Team Alternate                 |
| 7./8.      | DragonBorns           | Perte de la place en LCS pour MeetYourMakers                 |

#### Segment d'été
| Classement | Équipes           | Résultats |
| 1.         | Lemondogs         | 18 : 10   |
| 2.         | Fnatic            | 15 : 13   |
| 3.         | Evil Geniuses     | 15 : 13   |
| 4.         | Gambit Gaming     | 15 : 13   |
| 5.         | Ninjas in Pyjamas | 15 : 13   |
| 6.         | Team Alternate    | 13 : 15   |
| 7.         | SK Gaming         | 13 : 15   |
| 8.         | MeetYourMakers    | 08 : 20   |

| Classement | Équipes           | Dotations/Conséquences                                            |
| 1.         | Fnatic            | 50,000 €, qualifié pour les Worlds                                |
| 2.         | Lemondogs         | 25,000 €, qualifié pour les Worlds, disqualifié de la LCS 2014[*] |
| 3.         | Gambit Gaming     | 15,000 €, qualifié pour les Worlds                                |
| 4.         | Evil Geniuses     | 10,000 €, Alliance prend leur spots                               |
| 5.         | Team Alternate    | L'équipe devient Millenium                                        |
| 6.         | Ninjas in Pyjamas | Perte de la place en LCS pour Team Roccat                         |
| 7./8.      | SK Gaming         | Défend sa place en LCS                                            |
| 7./8.      | MeetYourMakers    | Perte de la place en LCS pour Copenhagen Wolves                   |

[*] Après les Worlds, les joueurs de Lemondogs quitte l'équipe et l'organisation n'est pas parvenue à trouver des joueurs assez rapidement. La place en LCS est donc jouée entre les trois équipes qui ont perdu leurs places cette année-là (MeetYourMakers, Ninjas in Pyjamas and Supa Hot Crew). Supa Hot Crew gagne la place.

### 2014

#### Segment de printemps
| Classement | Équipes           | Résultats |
| 1.         | SK Gaming         | 18 : 10   |
| 2.         | Fnatic            | 17 : 11   |
| 3.         | Alliance          | 16 : 12   |
| 4.         | Team ROCCAT       | 15 : 13   |
| 5.         | Gambit Gaming     | 14 : 14   |
| 6.         | Copenhagen Wolves | 13 : 15   |
| 7.         | Supa Hot Crew     | 10 : 18   |
| 8.         | Millenium         | 09 : 19   |

| Classement | Équipes           | Dotations/Conséquences                         |
| 1.         | Fnatic            | 50,000 €, qualifié pour le All Star Tournament |
| 2.         | SK Gaming         | 25,000 €                                       |
| 3.         | Team ROCCAT       | 15,000 €                                       |
| 4.         | Alliance          | 10,000 €                                       |
| 5.         | Gambit Gaming     | -                                              |
| 6.         | Copenhagen Wolves | Défend sa place en LCS                         |
| 7./8.      | SUPA HOT CREW     | Défend sa place en LCS                         |
| 7./8.      | Millenium         | Défend sa place en LCS                         |

#### Segment d'été
| Classement | Équipes           | Résultats |
| 1.         | Alliance          | 21 : 7    |
| 2.         | Fnatic            | 19 : 9    |
| 3.         | SUPA HOT CREW     | 16 : 12   |
| 4.         | SK Gaming         | 15 : 13   |
| 5.         | Millenium         | 13 : 15   |
| 6.         | Team ROCCAT       | 12 : 16   |
| 7.         | Gambit Gaming     | 8 : 20    |
| 8.         | Copenhagen Wolves | 8 : 20    |

| Classement | Équipes           | Dotations/Conséquences                               |
| 1.         | Alliance          | 50,000 €, qualifié pour les Worlds, renommé Elements |
| 2.         | Fnatic            | 25,000 €, qualifié pour les Worlds                   |
| 3.         | SK Gaming         | 15,000 €, qualifié pour les Worlds                   |
| 4.         | Team ROCCAT       | 10,000 €                                             |
| 5.         | SUPA HOT CREW     | Achète MeetYourMakers                                |
| 6.         | Millenium         | Fin de l'équipe en décembre 2014                     |
| 7./8.      | Gambit Gaming     |                                                      |
| 7./8.      | Copenhagen Wolves |                                                      |

### 2015

#### Segment de printemps
À partir de ce segment, le nombre d'équipe passe de 8 à 10.
| Classement | Équipes           | Résultats |
| 1.         | SK Gaming         | 15 : 3    |
| 2.         | Fnatic            | 13 : 5    |
| 3.         | H2k-Gaming        | 12 : 6    |
| 4.         | Gambit Gaming     | 10 : 8    |
| 5.         | Unicorns of Love  | 9 : 9     |
| 6.         | Copenhagen Wolves | 8 : 10    |
| 7.         | Elements          | 7 : 11    |
| 8.         | Team ROCCAT       | 6 : 12    |
| 9.         | Giants Gaming     | 5 : 13    |
| 10.        | MeetYourMakers    | 5 : 13    |

| Classement | Équipes           | Dotations/Conséquences                                                            |
| 1.         | Fnatic            | 50,000 €, 90 points de championnat, qualifié pour le 2015 Mid-Season Invitational |
| 2.         | Unicorns of Love  | 25,000 €, 70 points de championnat                                                |
| 3.         | H2K-Gaming        | 15,000 €, 50 points de championnat                                                |
| 4.         | SK Gaming         | 10,000 €, 30 points de championnat                                                |
| 5./6.      | Copenhagen Wolves | 10 points de championnat                                                          |
| 5./6.      | Gambit Gaming     | 10 points de championnat                                                          |
| 7.         | Elements          |                                                                                   |
| 8./9./10.  | Team ROCCAT       | Défend sa place en LCS                                                            |
| 8./9./10.  | Giants Gaming     | Défend sa place en LCS                                                            |
| 8./9./10.  | MeetYourMakers    | Perte de la place en LCS pour Origen                                              |

#### Segment d'été
| Classement | Équipes           | Résultats |
| 1.         | Fnatic            | 18 : 0    |
| 2.         | Origen            | 12 : 6    |
| 3.         | H2k-Gaming        | 11 : 7    |
| 4.         | Unicorns of Love  | 9 : 9     |
| 5.         | Team ROCCAT       | 8 : 10    |
| 6.         | Giants Gaming     | 8 : 10    |
| 7.         | Elements          | 7 : 11    |
| 8.         | Gambit Gaming     | 7 : 11    |
| 9.         | SK Gaming         | 6 : 12    |
| 10.        | Copenhagen Wolves | 4 : 14    |

| Classement | Équipes           | Dotations/Conséquences                      |
| 1.         | Fnatic            | 50,000 €, qualifié pour les Worlds          |
| 2.         | Origen            | 25,000 €, 90 points de championnat          |
| 3.         | H2K-Gaming        | 15,000 €, 70 points de championnat          |
| 4.         | Unicorns of Love  | 10,000 €, 40 points de championnat          |
| 5./6.      | Giants Gaming     | 20 points de championnat                    |
| 5./6.      | Team ROCCAT       | 20 points de championnat                    |
| 7.         | Elements          |                                             |
| 8./9./10.  | Gambit Gaming     | Perte de la place en LCS pour Team Vitality |
| 8./9./10.  | SK Gaming         | Perte de la place en LCS pour G2 Esports    |
| 8./9./10.  | Copenhagen Wolves | Perte de la place en LCS pour Splyce        |

### 2016

#### Segment de printemps
| Classement | Équipes          | Résultats |
| 1.         | G2 Esports       | 15 : 3    |
| 2.         | H2k-Gaming       | 14 : 4    |
| 3.         | Team Vitality    | 13 : 5    |
| 4.         | Origen           | 11 : 7    |
| 5.         | Fnatic           | 8 : 10    |
| 6.         | Unicorns of Love | 10 : 8    |
| 7.         | Elements         | 6 : 12    |
| 8.         | Splyce           | 5 : 13    |
| 9.         | Team ROCCAT      | 4 : 14    |
| 10.        | Giants Gaming    | 3 : 15    |

| Classement | Équipes          | Dotations/Conséquences                                                            |
| 1.         | G2 Esports       | 50,000 €, 90 points de championnat, qualifié pour le 2016 Mid-Season Invitational |
| 2.         | Origen           | 25,000 €, 70 points de championnat                                                |
| 3.         | Fnatic           | 15,000 €, 50 points de championnat                                                |
| 4.         | H2k-Gaming       | 10,000 €, 30 points de championnat                                                |
| 5./6.      | Team Vitality    | 10 points de championnat                                                          |
| 5./6.      | Unicorns of Love | 10 points de championnat                                                          |
| 7.         | Elements         | Acheté par FC Schalke 04 Esports                                                  |
| 8./9./10.  | Splyce           | Défend sa place en LCS                                                            |
| 8./9./10.  | Team ROCCAT      | Défend sa place en LCS                                                            |
| 8./9./10.  | Giants Gaming    | Défend sa place en LCS                                                            |

#### Segment d'été
| Classement | Équipes               | Résultats  |
| 1.         | G2 Esports            | 10 : 8 : 0 |
| 2.         | Splyce                | 9 : 6 : 3  |
| 3.         | Giants Gaming         | 8 : 3 : 7  |
| 4.         | H2k-Gaming            | 7 : 6 : 5  |
| 5.         | Fnatic                | 7 : 6 : 5  |
| 6.         | Unicorns of Love      | 6 : 5 : 7  |
| 7.         | Team Vitality         | 3 : 9 : 6  |
| 8.         | FC Schalke 04 Esports | 3 : 9 : 6  |
| 9.         | Origen                | 2 : 8      |
| 10.        | Team ROCCAT           | 2 : 6 : 10 |

| Classement | Équipes               | Dotations/Conséquences                       |
| 1.         | G2 Esports            | 50,000 €, qualifié pour les Worlds           |
| 2.         | Splyce                | 25,000 €, 90 points de championnat           |
| 3.         | H2K-Gaming            | 15,000 €, 70 points de championnat           |
| 4.         | Unicorns of Love      | 10,000 €, 40 points de championnat           |
| 5./6.      | Giants Gaming         | 20 points de championnat                     |
| 5./6.      | Fnatic                | 20 points de championnat                     |
| 7.         | Team Vitality         |                                              |
| 8./9./10.  | FC Schalke 04 Esports | Perte de la place en LCS pour Misfits Gaming |
| 8./9./10.  | Origen                | Défend sa place en LCS                       |
| 8./9./10.  | Team ROCCAT           | Défend sa place en LCS                       |

### 2017

#### Segment de printemps
La saison régulière du segment de printemps 2017 a été divisée en deux groupes de cinq équipes.
| Classement | Équipes        | Résultats |
| 1.         | G2 Esports     | 12 : 1    |
| 2.         | Misfits Gaming | 8 : 5     |
| 3.         | Fnatic         | 6 : 7     |
| 4.         | Team ROCCAT    | 6 : 7     |
| 5.         | Giants Gaming  | 2 : 11    |

| Classement | Équipes          | Résultats |
| 1.         | Unicorns of Love | 11 : 2    |
| 2.         | H2k-Gaming       | 8 : 5     |
| 3.         | Splyce           | 7 : 6     |
| 4.         | Team Vitality    | 3 : 10    |
| 5.         | Origen           | 0 : 13    |

| Classement | Équipes          | Dotations/Conséquences                                                            |
| 1.         | G2 Esports       | 80,000 €, 90 points de championnat, qualifié pour le 2017 Mid-Season Invitational |
| 2.         | Unicorns of Love | 50,000 €, 70 points de championnat                                                |
| 3.         | Fnatic           | 30,000 €, 50 points de championnat                                                |
| 4.         | Misfits Gaming   | 20,000 €, 30 points de championnat                                                |
| 5./6.      | Splyce           | 10,000 €, 10 points de championnat                                                |
| 5./6.      | H2k-Gaming       | 10,000 €, 10 points de championnat                                                |
| 7./8.      | Team ROCCAT      |                                                                                   |
| 7./8.      | Team Vitality    |                                                                                   |
| 9./10.     | Giants Gaming    | Perte de la place en LCS pour Ninjas in Pyjamas                                   |
| 9./10.     | Origen           | Perte de la place en LCS pour Mysterious Monkeys                                  |

#### Segment d'été
| Classement | Équipes           | Résultats |
| 1.         | Fnatic            | 11 : 2    |
| 2.         | G2 Esports        | 8 : 5     |
| 3.         | Misfits Gaming    | 6 : 7     |
| 4.         | Team ROCCAT       | 5 : 8     |
| 5.         | Ninjas in Pyjamas | 2 : 11    |

| Classement | Équipes            | Résultats |
| 1.         | H2k-Gaming         | 9 : 4     |
| 2.         | Unicorns of Love   | 9 : 4     |
| 3.         | Splyce             | 8 : 5     |
| 4.         | Team Vitality      | 5 : 8     |
| 5.         | Mysterious Monkeys | 2 : 11    |

| Classement | Équipes            | Dotations/Conséquences                              |
| 1.         | G2 Esports         | 80,000 €, qualifié pour les Worlds                  |
| 2.         | Misfits Gaming     | 50,000 €, 90 points de championnat                  |
| 3.         | Fnatic             | 30,000 €, 70 points de championnat                  |
| 4.         | H2k-Gaming         | 20,000 €, 40 points de championnat                  |
| 5./6.      | Unicorns of Love   | 10,000 €, 20 points de championnat                  |
| 5./6.      | Splyce             | 10,000 €, 20 points de championnat                  |
| 7./8.      | Team ROCCAT        |                                                     |
| 7./8.      | Team Vitality      |                                                     |
| 9./10.     | Ninjas in Pyjamas  | Perte de la place en LCS pour FC Schalke 04 Esports |
| 9./10.     | Mysterious Monkeys | Perte de la place en LCS pour Giants Gaming         |

### 2018

#### Segment de printemps
| Classement | Équipes               | Résultats |
| 1.         | Fnatic                | 14 : 4    |
| 2.         | G2 Esports            | 11 : 7    |
| 3.         | Splyce                | 11 : 7    |
| 4.         | Team Vitality         | 10 : 8    |
| 5.         | H2k-Gaming            | 8 : 10    |
| 6.         | Team ROCCAT           | 8 : 10    |
| 7.         | Misfits Gaming        | 8 : 10    |
| 8.         | FC Schalke 04 Esports | 7 : 11    |
| 9.         | Giants Gaming         | 7 : 11    |
| 10.        | Unicorns of Love      | 6 : 12    |

| Classement | Équipes               | Dotations/Conséquences                                                            |
| 1.         | Fnatic                | 80,000 €, 90 points de championnat, qualifié pour le 2018 Mid-Season Invitational |
| 2.         | G2 Esports            | 50,000 €, 70 points de championnat                                                |
| 3.         | Splyce                | 30,000 €, 50 points de championnat                                                |
| 4.         | Team Vitality         | 20,000 €, 30 points de championnat                                                |
| 5./6.      | Team ROCCAT           | 10,000 €, 10 points de championnat                                                |
| 5./6.      | H2k-Gaming            | 10,000 €, 10 points de championnat                                                |
| 7.         | Misfits Gaming        |                                                                                   |
| 8.         | FC Schalke 04 Esports |                                                                                   |
| 9.         | Giants Gaming         |                                                                                   |
| 10.        | Unicorns of Love      |                                                                                   |

#### Segment d'été
| Classement | Équipes               | Résultats |
| 1.         | Fnatic                | 13 : 5    |
| 2.         | Team Vitality         | 12 : 6    |
| 3.         | FC Schalke 04 Esports | 12 : 6    |
| 4.         | G2 Esports            | 12 : 6    |
| 5.         | Misfits Gaming        | 11 : 7    |
| 6.         | Splyce                | 9 : 9     |
| 7.         | Team ROCCAT           | 7 : 11    |
| 8.         | Unicorns of Love      | 7 : 11    |
| 9.         | Giants Gaming         | 5 : 13    |
| 10.        | H2k-Gaming            | 2 : 16    |

| Classement | Équipes               | Dotations/Conséquences             |
| 1.         | Fnatic                | 80,000 €, qualifié pour les Worlds |
| 2.         | FC Schalke 04 Esports | 50,000 €, 90 points de championnat |
| 3.         | Team Vitality         | 30,000 €, 70 points de championnat |
| 4.         | Misfits Gaming        | 20,000 €, 40 points de championnat |
| 5./6.      | Splyce                | 10,000 €, 20 points de championnat |
| 5./6.      | G2 Esports            | 10,000 €, 20 points de championnat |
| 7.         | Team ROCCAT           |                                    |
| 8.         | Unicorns of Love      |                                    |
| 9.         | Giants Gaming         |                                    |
| 10.        | H2k-Gaming            |                                    |

### 2019

#### Segment de printemps
| Classement | Équipes               | Résultats |
| 1.         | G2 Esports            | 13 : 5    |
| 2.         | Origen                | 12 : 6    |
| 3.         | Fnatic                | 11 : 7    |
| 4.         | Splyce                | 11 : 7    |
| 5.         | Team Vitality         | 10 : 8    |
| 6.         | SK Gaming             | 9 : 9     |
| 7.         | FC Schalke 04 Esports | 9 : 9     |
| 8.         | Misfits Gaming        | 8 : 10    |
| 9.         | Excel Esports         | 5 : 13    |
| 10.        | Rogue                 | 2 : 16    |

| Classement | Équipes               | Dotations/Conséquences                                                            |
| 1.         | G2 Esports            | 80,000 €, 90 points de championnat, qualifié pour le 2019 Mid-Season Invitational |
| 2.         | Origen                | 50,000 €, 70 points de championnat                                                |
| 3.         | Fnatic                | 30,000 €, 50 points de championnat                                                |
| 4.         | Splyce                | 20,000 €, 30 points de championnat                                                |
| 5./6.      | Team Vitality         | 10,000 €, 10 points de championnat                                                |
| 5./6.      | SK Gaming             | 10,000 €, 10 points de championnat                                                |
| 7.         | FC Schalke 04 Esports |                                                                                   |
| 8.         | Misfits Gaming        |                                                                                   |
| 9.         | Excel Esports         |                                                                                   |
| 10.        | Rogue                 |                                                                                   |

#### Segment d'été
| Classement | Équipes               | Résultats |
| 1.         | G2 Esports            | 15 : 3    |
| 2.         | Fnatic                | 14 : 4    |
| 3.         | Splyce                | 12 : 6    |
| 4.         | FC Schalke 04 Esports | 11 : 7    |
| 5.         | Rogue                 | 7 : 11    |
| 6.         | Team Vitality         | 7 : 11    |
| 7.         | SK Gaming             | 7 : 11    |
| 8.         | Origen                | 7 : 11    |
| 9.         | Misfits Gaming        | 6 : 11    |
| 10.        | Excel Esports         | 4 : 14    |

| Classement | Équipes               | Dotations/Conséquences             |
| 1.         | G2 Esports            | 80,000 €, qualifié pour les Worlds |
| 2.         | Fnatic                | 50,000 €, 90 points de championnat |
| 3.         | FC Schalke 04 Esports | 30,000 €, 70 points de championnat |
| 4.         | Rogue                 | 20,000 €, 40 points de championnat |
| 5./6.      | Splyce                | 10,000 €, 20 points de championnat |
| 5./6.      | Team Vitality         | 10,000 €, 20 points de championnat |
| 7.         | SK Gaming             |                                    |
| 8.         | Origen                |                                    |
| 9.         | Misfits Gaming        |                                    |
| 10.        | Excel Esports         |                                    |

### 2020

#### Segment de printemps
| Classement | Équipes               | Résultats |
| 1.         | G2 Esports            | 15 : 3    |
| 2.         | Fnatic                | 13 : 5    |
| 3.         | Origen                | 13 : 5    |
| 4.         | MAD Lions             | 11 : 7    |
| 5.         | Misfits Gaming        | 10 : 8    |
| 6.         | Rogue                 | 9 : 9     |
| 7.         | Excel Esports         | 7 : 11    |
| 8.         | FC Schalke 04 Esports | 6 : 12    |
| 9.         | SK Gaming             | 4 : 14    |
| 10.        | Team Vitality         | 2 : 16    |

| Classement | Équipes        | Dotations/Conséquences             |
| 1.         | G2 Esports     | 80,000 €, 90 points de championnat |
| 2.         | Fnatic         | 50,000 €, 70 points de championnat |
| 3.         | MAD Lions      | 30,000 €, 50 points de championnat |
| 4.         | Origen         | 20,000 €, 30 points de championnat |
| 5.         | Rogue          | 12,500 €, 20 points de championnat |
| 6.         | Misfits Gaming | 7,500 €, 10 points de championnat  |

#### Segment d'été
| Classement | Équipes               | Résultats |
| 1.         | Rogue                 | 13 : 5    |
| 2.         | MAD Lions             | 12 : 6    |
| 3.         | G2 Esports            | 11 : 7    |
| 4.         | Fnatic                | 9 : 9     |
| 5.         | SK Gaming             | 9 : 9     |
| 6.         | FC Schalke 04 Esports | 8 : 10    |
| 7.         | Excel Esports         | 8 : 10    |
| 8.         | Team Vitality         | 7 : 11    |
| 9.         | Misfits Gaming        | 7 : 11    |
| 10.        | Origen                | 6 : 12    |

| Classement | Équipes               | Dotations/Conséquences                                         |
| 1.         | G2 Esports            | 80,000 €, Qualifié pour les phases de groupes des Worlds       |
| 2.         | Fnatic                | 50,000 €, Qualifié pour les phases de groupes des Worlds       |
| 3.         | Rogue                 | 30,000 €, Qualifié pour les phases de groupes des Worlds       |
| 4.         | MAD Lions             | 20,000 €, Qualifié pour les phases de préliminaires des Worlds |
| 5.         | FC Schalke 04 Esports | 12,500 €                                                       |
| 6.         | SK Gaming             | 7,500 €                                                        |

### 2021

#### Segment de printemps
| Classement | Équipes               | Résultats |
| 1.         | G2 Esports            | 14 : 4    |
| 2.         | Rogue                 | 14 : 4    |
| 3.         | MAD Lions             | 10 : 8    |
| 4.         | FC Schalke 04 Esports | 9 : 9     |
| 5.         | Fnatic                | 9 : 9     |
| 6.         | SK Gaming             | 8 : 10    |
| 7.         | Misfits Gaming        | 8 : 10    |
| 8.         | Excel Esports         | 7 : 11    |
| 9.         | Astralis              | 6 : 12    |
| 10.        | Team Vitality         | 5 : 13    |

| Classement | Équipes               | Dotations/Conséquences                                                            |
| 1.         | MAD Lions             | 80,000 €, 90 points de championnat, qualifié pour le 2021 Mid-Season Invitational |
| 2.         | Rogue                 | 50,000 €, 70 points de championnat                                                |
| 3.         | G2 Esports            | 30,000 €, 50 points de championnat                                                |
| 4.         | FC Schalke 04 Esports | 20,000 €, 30 points de championnat                                                |
| 5.         | Fnatic                | 12,500 €, 20 points de championnat                                                |
| 6.         | SK Gaming             | 7,500 €, 10 points de championnat                                                 |

#### Segment d'été
| Classement | Équipes               | Résultats |
| 1.         | Rogue                 | 13 : 5    |
| 2.         | G2 Esports            | 12 : 6    |
| 3.         | MAD Lions             | 12 : 6    |
| 4.         | Misfits Gaming        | 12 : 6    |
| 5.         | Fnatic                | 11 : 7    |
| 6.         | Team Vitality         | 8 : 10    |
| 7.         | Astralis              | 7 : 11    |
| 8.         | Excel Esports         | 7 : 11    |
| 9.         | SK Gaming             | 5 : 13    |
| 10.        | FC Schalke 04 Esports | 3 : 15    |

| Classement | Équipes        | Dotations/Conséquences                                         |
| 1.         | MAD Lions      | 80,000 €, Qualifié pour les phases de groupes des Worlds       |
| 2.         | Fnatic         | 50,000 €, Qualifié pour les phases de groupes des Worlds       |
| 3.         | Rogue          | 30,000 €, Qualifié pour les phases de préliminaires des Worlds |
| 4.         | G2 Esports     | 20,000 €                                                       |
| 5.         | Misfits Gaming | 12,500 €                                                       |
| 6.         | Team Vitality  | 7,500 €                                                        |

### 2022
Pour avoir une page détaillée sur la saison 2022, voir Saison 2022 de la LEC.

#### Segment de printemps
| Classement | Équipes        | Résultats |
| 1.         | Rogue          | 14 : 4    |
| 2.         | Fnatic         | 13 : 5    |
| 3.         | Misfits Gaming | 12 : 6    |
| 4.         | G2 Esports     | 11 : 7    |
| 5.         | Excel Esports  | 9 : 9     |
| 6.         | Team Vitality  | 9 : 9     |
| 7.         | MAD Lions      | 8 : 10    |
| 8.         | SK Gaming      | 7 : 11    |
| 9.         | Team BDS       | 4 : 14    |
| 10.        | Astralis       | 3 : 15    |

| Classement | Équipes        | Dotations/Conséquences                                        |
| 1.         | G2 Esports     | 80,000 €, 90 points de championnat, qualifié pour le MSI 2022 |
| 2.         | Rogue          | 50,000 €, 70 points de championnat                            |
| 3.         | Fnatic         | 30,000 €, 50 points de championnat                            |
| 4.         | Misfits Gaming | 20,000 €, 30 points de championnat                            |
| 5.         | Team Vitality  | 12,500 €, 20 points de championnat                            |
| 6.         | Excel Esports  | 7,500 €, 10 points de championnat                             |

#### Segment d'été
| Classement | Équipes        | Résultats |
| 1.         | G2 Esports     | 12 : 6    |
| 2.         | MAD Lions      | 12 : 6    |
| 3.         | Rogue          | 11 : 7    |
| 4.         | Misfits Gaming | 10 : 8    |
| 5.         | Fnatic         | 10 : 8    |
| 6.         | Excel Esports  | 9 : 9     |
| 7.         | Team Vitality  | 9 : 9     |
| 8.         | SK Gaming      | 7 : 11    |
| 9.         | Astralis       | 7 : 11    |
| 10.        | Team BDS       | 3 : 15    |

| Classement | Équipes        | Dotations/Conséquences                                         |
| 1.         | Rogue          | 80,000 €, Qualifié pour les phases de groupes des Worlds       |
| 2.         | G2 Esports     | 50,000 €, Qualifié pour les phases de groupes des Worlds       |
| 3.         | Fnatic         | 30,000 €, Qualifié pour les phases de préliminaires des Worlds |
| 4.         | MAD Lions      | 20,000 €, Qualifié pour les phases de préliminaires des Worlds |
| 5.         | Misfits Gaming | 12,500 €                                                       |
| 6.         | Excel Esports  | 7,500 €                                                        |

### 2023
Pour avoir une page détaillée sur la saison 2023, voir Saison 2023 de la LEC.

#### Segment d'hiver
| Classement | Équipes       | Résultats | Dotations/Conséquences       |
| 1.         | Team Vitality | 7 : 2     | Qualifié pour le Group Stage |
| 2.         | MAD Lions     | 7 : 2     | Qualifié pour le Group Stage |
| 3.         | SK Gaming     | 6 : 3     | Qualifié pour le Group Stage |
| 4.         | G2 Esports    | 6 : 3     | Qualifié pour le Group Stage |
| 5.         | Team BDS      | 5 : 4     | Qualifié pour le Group Stage |
| 6.         | Team Heretics | 4 : 5     | Qualifié pour le Group Stage |
| 7.         | KOI           | 4 : 5     | Qualifié pour le Group Stage |
| 8.         | Astralis      | 3 : 6     | Qualifié pour le Group Stage |
| 9.         | Fnatic        | 2 : 7     | 10 points de championnat     |
| 10.        | Excel Esports | 1 : 8     | 5 points de championnat      |

| Classement | Équipes       | Dotations/Conséquences                                         |
| 1.         | G2 Esports    | 40,000 €, 120 points de championnat, qualifié pour le MSI 2023 |
| 2.         | MAD Lions     | 25,000 €, 100 points de championnat                            |
| 3.         | KOI           | 10,000 €, 80 points de championnat                             |
| 4.         | SK Gaming     | 5,000 €, 60 points de championnat                              |
| 5.         | Team Vitality | 50 points de championnat                                       |
| 6.         | Astralis      | 40 points de championnat                                       |
| 7.         | Team BDS      | 30 points de championnat                                       |
| 8.         | Team Heretics | 20 points de championnat                                       |

#### Segment de printemps
| Classement | Équipes       | Résultats | Dotations/Conséquences       |
| 1.         | Team BDS      | 7 : 2     | Qualifié pour le Group Stage |
| 2.         | Astralis      | 6 : 3     | Qualifié pour le Group Stage |
| 3.         | G2 Esports    | 6 : 3     | Qualifié pour le Group Stage |
| 4.         | Team Vitality | 6 : 3     | Qualifié pour le Group Stage |
| 5.         | SK Gaming     | 4 : 5     | Qualifié pour le Group Stage |
| 6.         | Fnatic        | 4 : 5     | Qualifié pour le Group Stage |
| 7.         | KOI           | 4 : 5     | Qualifié pour le Group Stage |
| 8.         | MAD Lions     | 3 : 6     | Qualifié pour le Group Stage |
| 9.         | Team Heretics | 3 : 6     | 10 points de championnat     |
| 10.        | Excel Esports | 2 : 7     | 5 points de championnat      |

| Classement | Équipes       | Dotations/Conséquences                                         |
| 1.         | MAD Lions     | 40,000 €, 120 points de championnat, qualifié pour le MSI 2023 |
| 2.         | Team BDS      | 25,000 €, 100 points de championnat                            |
| 3.         | Team Vitality | 10,000 €, 80 points de championnat                             |
| 4.         | G2 Esports    | 5,000 €, 60 points de championnat                              |
| 5.         | Astralis      | 50 points de championnat                                       |
| 6.         | KOI           | 40 points de championnat                                       |
| 7.         | SK Gaming     | 30 points de championnat                                       |
| 8.         | Fnatic        | 20 points de championnat                                       |

#### Segment d'été
| Classement | Équipes       | Résultats | Dotations/Conséquences       |
| 1.         | G2 Esports    | 8 : 1     | Qualifié pour le Group Stage |
| 2.         | Fnatic        | 7 : 2     | Qualifié pour le Group Stage |
| 3.         | Excel Esports | 5 : 4     | Qualifié pour le Group Stage |
| 4.         | Team Heretics | 5 : 4     | Qualifié pour le Group Stage |
| 5.         | Team BDS      | 4 : 5     | Qualifié pour le Group Stage |
| 6.         | SK Gaming     | 4 : 5     | Qualifié pour le Group Stage |
| 7.         | MAD Lions     | 4 : 5     | Qualifié pour le Group Stage |
| 8.         | KOI           | 4 : 5     | Qualifié pour le Group Stage |
| 9.         | Astralis      | 3 : 6     | 15 points de championnat     |
| 10.        | Team Vitality | 1 : 8     | 7 points de championnat      |

| Classement | Équipes       | Dotations/Conséquences              |
| 1.         | G2 Esports    | 40,000 €, 180 points de championnat |
| 2.         | Excel Esports | 25,000 €, 150 points de championnat |
| 3.         | Fnatic        | 10,000 €, 120 points de championnat |
| 4.         | Team Heretics | 5,000 €, 90 points de championnat   |
| 5.         | Team BDS      | 75 points de championnat            |
| 6.         | SK Gaming     | 60 points de championnat            |
| 7.         | MAD Lions     | 45 points de championnat            |
| 8.         | KOI           | 30 points de championnat            |

#### LEC Season Finals
| Classement | Équipes       | Dotations/Conséquences                                                  |
| 1.         | G2 Esports    | 65,000 €, Qualifié pour la phase de système suisse des Worlds 2023.     |
| 2.         | Fnatic        | 40,000 €, Qualifié pour la phase de système suisse des Worlds 2023.     |
| 3.         | MAD Lions     | 25,000 €, Qualifié pour la phase de système suisse des Worlds 2023.     |
| 4.         | Team BDS      | 15,000 €, Qualifié pour le Worlds Qualifying Series face au 4e des LCS. |
| 5.         | Excel Esports | 7,500€.                                                                 |
| 6.         | SK Gaming     | 7,500€.                                                                 |

### 2024
Pour avoir une page détaillée sur la saison 2024, voir Saison 2024 de la LEC.

#### Segment d'hiver
| Classement | Équipes       | Résultats | Dotations/Conséquences       |
| 1.         | G2 Esports    | 7 : 2     | Qualifié pour le Group Stage |
| 2.         | Team BDS      | 7 : 2     | Qualifié pour le Group Stage |
| 3.         | SK Gaming     | 5 : 4     | Qualifié pour le Group Stage |
| 4.         | MAD Lions KOI | 5 : 4     | Qualifié pour le Group Stage |
| 5.         | Fnatic        | 5 : 4     | Qualifié pour le Group Stage |
| 6.         | Team Vitality | 4 : 5     | Qualifié pour le Group Stage |
| 7.         | Team Heretics | 4 : 5     | Qualifié pour le Group Stage |
| 8.         | GiantX        | 4 : 5     | Qualifié pour le Group Stage |
| 9.         | Rogue         | 2 : 7     | -                            |
| 10.        | Karmine Corp  | 2 : 7     | -                            |

| Classement | Équipes       | Dotations/Conséquences                                         |
| 1.         | G2 Esports    | 40,000 €, 120 points de championnat, qualifié pour le MSI 2024 |
| 2.         | MAD Lions KOI | 25,000 €, 100 points de championnat                            |
| 3.         | Team BDS      | 10,000 €, 80 points de championnat                             |
| 4.         | Fnatic        | 5,000 €, 60 points de championnat                              |
| 5.         | SK Gaming     | 45 points de championnat                                       |
| 6.         | Team Vitality | 45 points de championnat                                       |
| 7.         | Team Heretics | 30 points de championnat                                       |
| 8.         | GiantX        | 30 points de championnat                                       |

#### Segment de printemps
| Classement | Équipes       | Résultats | Dotations/Conséquences       |
| 1.         | Fnatic        | 6 : 3     | Qualifié pour le Group Stage |
| 2.         | Team Vitality | 6 : 3     | Qualifié pour le Group Stage |
| 3.         | G2 Esports    | 6 : 3     | Qualifié pour le Group Stage |
| 4.         | Team Heretics | 6 : 3     | Qualifié pour le Group Stage |
| 5.         | Team BDS      | 5 : 4     | Qualifié pour le Group Stage |
| 6.         | GiantX        | 4 : 5     | Qualifié pour le Group Stage |
| 7.         | MAD Lions KOI | 4 : 5     | Qualifié pour le Group Stage |
| 8.         | SK Gaming     | 3 : 6     | Qualifié pour le Group Stage |
| 9.         | Rogue         | 3 : 6     | -                            |
| 10.        | Karmine Corp  | 2 : 7     | -                            |

| Classement | Équipes       | Dotations/Conséquences                                         |
| 1.         | G2 Esports    | 40,000 €, 145 points de championnat                            |
| 2.         | Fnatic        | 25,000 €, 120 points de championnat, qualifié pour le MSI 2024 |
| 3.         | Team BDS      | 10,000 €, 95 points de championnat                             |
| 4.         | Team Vitality | 5,000 €, 70 points de championnat                              |
| 5.         | Team Heretics | 55 points de championnat                                       |
| 6.         | MAD Lions KOI | 55 points de championnat                                       |
| 7.         | GiantX        | 35 points de championnat                                       |
| 8.         | SK Gaming     | 35 points de championnat                                       |

#### Segment d'été
| Classement | Équipes       | Résultats | Dotations/Conséquences       |
| 1.         | SK Gaming     | 8 : 1     | Qualifié pour le Group Stage |
| 2.         | Team BDS      | 8 : 1     | Qualifié pour le Group Stage |
| 3.         | G2 Esports    | 7 : 2     | Qualifié pour le Group Stage |
| 4.         | Fnatic        | 6 : 3     | Qualifié pour le Group Stage |
| 5.         | Karmine Corp  | 4 : 5     | Qualifié pour le Group Stage |
| 6.         | Team Heretics | 3 : 6     | Qualifié pour le Group Stage |
| 7.         | GiantX        | 3 : 6     | Qualifié pour le Group Stage |
| 8.         | MAD Lions KOI | 4 : 7     | Qualifié pour le Group Stage |
| 9.         | Team Vitality | 2 : 8     | -                            |
| 10.        | Rogue         | 2 : 8     | -                            |

| Classement | Équipes       | Dotations/Conséquences              |
| 1.         | G2 Esports    | 40,000 €, 180 points de championnat |
| 2.         | Fnatic        | 25,000 €, 150 points de championnat |
| 3.         | Team BDS      | 10,000 €, 120 points de championnat |
| 4.         | Karmine Corp  | 5,000 €, 90 points de championnat   |
| 5.         | SK Gaming     | 65 points de championnat            |
| 6.         | GiantX        | 65 points de championnat            |
| 7.         | Team Heretics | 45 points de championnat            |
| 8.         | MAD Lions KOI | 45 points de championnat            |

#### LEC Season Finals
| Classement | Équipes       | Dotations/Conséquences                                              |
| 1.         | G2 Esports    | 65,000 €, Qualifié pour la phase de système suisse des Worlds 2024. |
| 2.         | Fnatic        | 40,000 €, Qualifié pour la phase de système suisse des Worlds 2024. |
| 3.         | MAD Lions KOI | 25,000 €, Qualifié pour la phase de play-in des Worlds 2024.        |
| 4.         | Team BDS      | 15,000 €                                                            |
| 5.         | GiantX        | 7,500€.                                                             |
| 6.         | SK Gaming     | 7,500€.                                                             |

### 2025

#### Segment d'hiver
| Classement | Équipes       | Résultats | Dotations/Conséquences     |
| 1.         | Fnatic        | 8 : 1     | Qualifié pour les Playoffs |
| 2.         | Karmine Corp  | 6 : 3     | Qualifié pour les Playoffs |
| 3.         | G2 Esports    | 6 : 3     | Qualifié pour les Playoffs |
| 4.         | Movistar KOI  | 6 : 3     | Qualifié pour les Playoffs |
| 5.         | Team Vitality | 5 : 4     | Qualifié pour les Playoffs |
| 6.         | GiantX        | 5 : 4     | Qualifié pour les Playoffs |
| 7.         | Team BDS      | 4 : 5     | Qualifié pour les Playoffs |
| 8.         | Team Heretics | 3 : 6     | Qualifié pour les Playoffs |
| 9.         | SK Gaming     | 1 : 8     | -                          |
| 10.        | Rogue         | 1 : 8     | -                          |

| Classement | Équipes       | Dotations/Conséquences                     |
| 1.         | Karmine Corp  | Qualifié pour le First Stand 2025, 40 000€ |
| 2.         | G2 Esports    | 25 000€                                    |
| 3.         | Fnatic        | 10 000€                                    |
| 4.         | Movistar KOI  | 5 000€                                     |
| 5.         | Team BDS      | -                                          |
| 6.         | GiantX        | -                                          |
| 7.         | Team Heretics | -                                          |
| 8.         | Team Vitality | -                                          |

#### Segment de printemps
| Classement | Équipes       | Résultats | Dotations/Conséquences     |
| 1.         | Karmine Corp  | 8 : 1     | Qualifié pour les Playoffs |
| 2.         | Fnatic        | 7 : 2     | Qualifié pour les Playoffs |
| 3.         | Movistar KOI  | 6 : 3     | Qualifié pour les Playoffs |
| 4.         | G2 Esports    | 5 : 4     | Qualifié pour les Playoffs |
| 5.         | GiantX        | 4 : 5     | Qualifié pour les Playoffs |
| 6.         | Team Heretics | 4 : 5     | Qualifié pour les Playoffs |
| 7.         | Team Vitality | 4 : 5     | -                          |
| 8.         | Team BDS      | 3 : 6     | -                          |
| 9.         | SK Gaming     | 2 : 7     | -                          |
| 10.        | Rogue         | 2 : 7     | -                          |

| Classement | Équipes       | Dotations/Conséquences                                    |
| 1.         | Movistar KOI  | 40 000 €, qualifié pour le MSI 2025, qualifié pour l'EWC. |
| 2.         | G2 Esports    | 25 000 €, qualifié pour le MSI 2025, qualifié pour l'EWC. |
| 3.         | Karmine Corp  | 10 000 €                                                  |
| 4.         | Fnatic        | 5 000€                                                    |
| 5.         | GiantX        | -                                                         |
| 6.         | Team Heretics | -                                                         |